# Монахан, Шон
Шон Монахан (англ. Sean Monahan; род. 12 октября 1994, Брамптон, Онтарио, Канада) — канадский хоккеист, центральный нападающий клуба НХЛ «Коламбус Блю Джекетс».

## Ранние годы
Монахан родился в Брамптоне (Онтарио) у Кэти и Джона, у него есть старшая сестра Жаклин. Учился в средней школе Святого Фомы Аквинского, где играл в хоккей и лакросс за команду «Брэмптон Эксельсиорс», в которой одним из его товарищей по команде был бывший игрок НБА Тайлер Эннис.

## Карьера

### Юниорская карьера
Юношеская карьера Монахана началась в клубе OHL «Оттава Сиксти Севенс». Шон получил травму запястья после первого же тренировочного лагеря и пропустил начало сезона 2010/11. Монахан получил вызов в юношескую сборную Канады от штата Онтарио на Мировой кубок вызова, где он выступил удачно, набрав 5 очков в 5 матчах. В сезоне 2011/12 Монахан играл в одном звене с Тайлером Тоффоли, Шейном Принсом и Коди Сиси и стал одним из лучших бомбардиров лиги, набрав 78 очков. Сезон 2012/13 стал переходным для «Оттава Сиксти Севенс», они выиграли всего 16 матчей в регулярном чемпионате и заняли последнее место в дивизионе, Шон был капитаном и лидером той команды, набрав 78 очков. По окончании сезона Монахана пригласили в тренировочный лагерь молодёжной сборной Канады в преддверии чемпионата мира, но в итоговый список он так и не попал.

### Профессиональная карьера

#### «Калгари Флэймз»
В 2013 году Центральное скаутское бюро НХЛ поставило Монахана на 5-е место в рейтинге среди игроков, играющих в лигах Северной Америки перед драфтом. 30 июня 2013 года, на драфте, Шен был выбран в 1-м раунде под общим 6-м номером клубом НХЛ «Калгари Флэймз». Дебют Монахана в НХЛ состоялся 3 октября 2013 года в матче против команды «Вашингтон Кэпиталз», в этом же матче Шон набрал своё первое очко в лиге, отдав голевую передачу. В следующем матче против команды «Коламбус Блю Джекетс» Монахан забил свой первый гол в НХЛ в ворота голкипера Сергея Бобровского.
Перед сезоном 2015/16 был назначен ассистентом капитана.
19 августа 2016 года Монахан подписал с «Флэймз» контракт на 7 лет и 44,625 миллионов долларов.
18 ноября 2017 года Шон сделал свой первый хет-трик в карьере НХЛ в матче против команды «Филадельфия Флайерз», что позволило «Флэймз» одержать победу в матче со счётом 5-4.
Монахан стал самым молодым игроком в истории франшизы «Калгари Флэймз», забившим 100-й гол в регулярных чемпионатах НХЛ в возрасте 22 года и 134 дня, по этому показателю он обогнал легенду клуба Джо Нуиндайка.
В сезоне 2018/19 набрал рекордные для себя 82 (34+48) очка в 78 играх.
2 апреля 2022 года перенёс операцию на правом бедре и досрочно завершил сезон. В сезоне 2021/22 набрал лишь 23 (8+15) очка в 63 играх, что стало антирекородом в карьере Монахана. Показатель полезности составлял «-15», что было худшим результатом в команде. Для сравнения у бывшего партнёра по звену Джонни Годро показатель полезности составлял «+64», а сами «Флэймз» лидировали в Тихоокеанском дивизионе.

#### «Монреаль Канадиенс»
18 августа 2022 года Шон вместе с пиком первого раунда-2025 был обменян из «Калгари» в «Монреаль Канадиенс» . «Флэймз» заключили сделку, чтобы на высвободившиеся средства подписать свободного агента Назема Кадри. 12 октября дебютировал в составе «Канадиенс» и отличился заброшенной шайбой в победном матче над «Торонто» со счётом 4:3. По возвращении в Калгари 1 декабря Монахан ассистировал в обоих голах команды в победном матче над «Флэймз» со счетом 2:1. Через несколько дней он получил травму нижней части тела и выбыл до конца сезона.
20 июня 2023 года продлил соглашение с «Монреалем» на 1 год на сумму $ 1,985 млн.  В сезоне 2023/24 за «Канадиенс» набрал 35 (13+22) очка в 49 играх при показателе полезности «-10». 
2 февраля 2024 года был обменян в «Виннипег Джетс» на пик первого раунда-2024, а также условный пик четвёртого раунда.
1 июля 2024 года в качестве свободного агента подписал пятилетний контракт с «Коламбус Блю Джекетс» на сумму $27,5 млн.

## Статистика
| Легенда | Легенда                    | Легенда | Легенда                   | Легенда | Легенда    |
| ------- | -------------------------- | ------- | ------------------------- | ------- | ---------- |
| И       | Количество проведённых игр | Штр     | Штрафное время            | +/−     | Плюс-минус |
| Г       | Голы                       | П       | Голевые передачи          | О       | Очки       |
| -       | Статистика неизвестна      | —       | Статистика не учитывалась |         |            |